# Monti Qian
I monti Qian (caratteri cinesi: 千山; pinyin: qiān shān) sono una catena montuosa appartenente al gruppo dei Changbai, che si estende per oltre 200 km nella provincia cinese di Liaoning.
La regione è disseminata di templi, principalmente buddhisti ma anche taoisti.
千山 (qiān shān) che significa «montagna dei mille» è l'abbreviazione di 千朵莲花山 (qiān duǒ lián huā shān) o «montagna dei mille loti» in riferimento alle sue cime a forma di loto.